# 巴蘭基爾縣

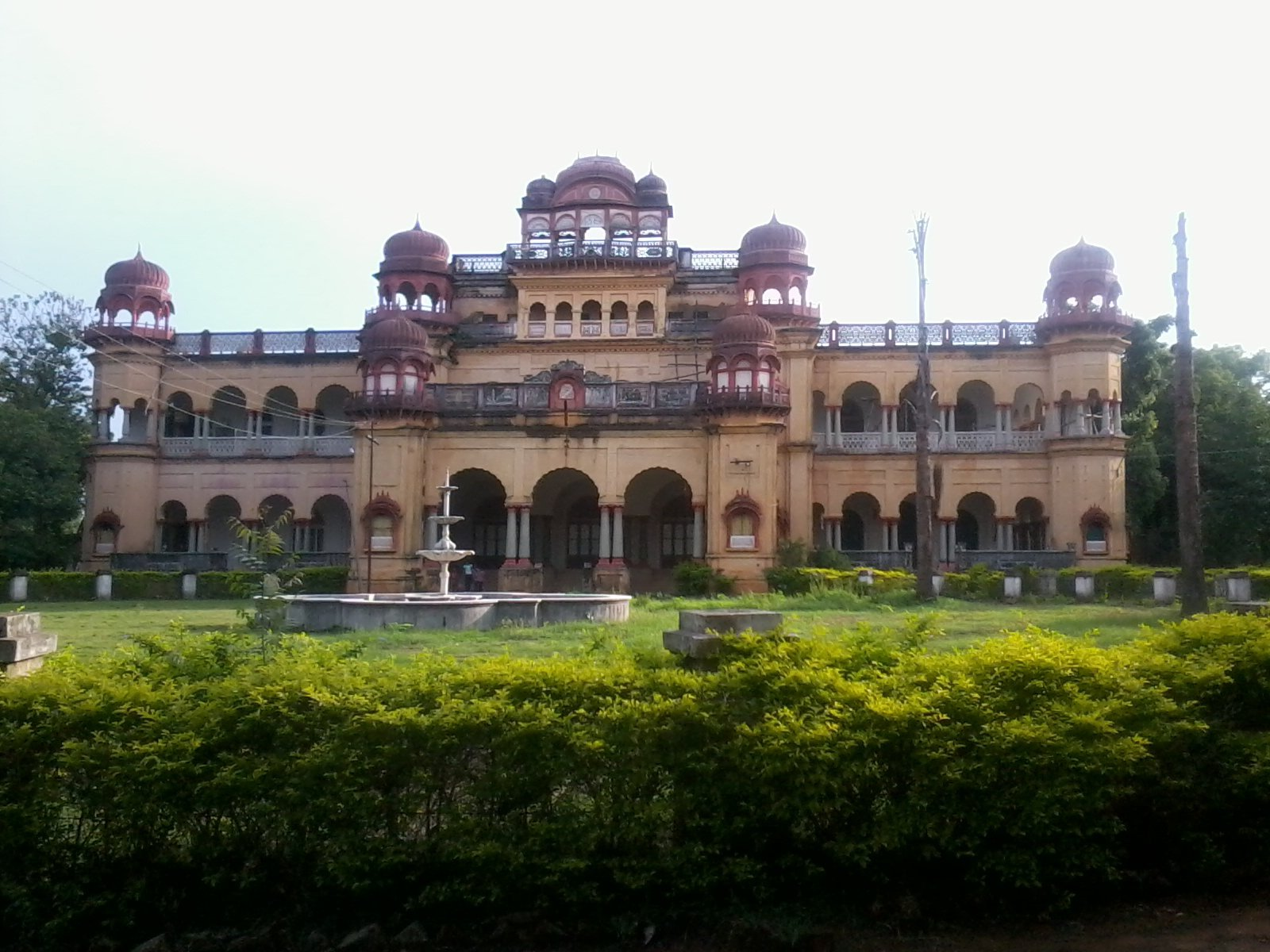

巴蘭基爾縣是印度的一個縣，位於該國東部，由奧里薩邦負責管轄，面積6,575平方公里，每年平均降雨量1,443毫米，識字率為65.5%，2011年人口1,648,574，人口密度每平方公里251人。

## 外部連結
- 官方网站
- Profile of Balangir District
- Globallinks factoids on Balangir